# Aste (wieś)
Aste – wieś w Estonii, w prowincji Saare, w gminie Kaarma. W 2004 roku wieś zamieszkiwało 210 osób.